# Ричардс, Рене
Рене Ричардс (англ. Renée Richards, имя при рождении Ричард Генри Раскинд, Richard Henry Raskind; род. 19 августа 1934, Нью-Йорк) — американский врач-офтальмолог, теннисистка и теннисный тренер. Ричард Раскинд, бывший капитаном мужской теннисной сборной Йельского университета, перенёс в возрасте 40 лет операцию по смене пола; с 1976 года Рене Ричардс в течение пяти лет участвовала в профессиональных женских теннисных соревнованиях, став финалисткой Открытого чемпионата США 1977 года в женском парном разряде и достигнув 20-го места в рейтинге WTA в 1979 году. Она также тренировала Мартину Навратилову, в период их совместной работы несколько раз выигрывавшую турниры Большого шлема. В 2000 году введена в Зал теннисной славы восточных штатов.

## Биография
Ричард Раскинд родился в семье нью-йоркских евреев в 1934 году. Его мать Мюриэл была одной из первых женщин-психиатров, однако в своих мемуарах Рене Ричардс позже писала, что психологическая обстановка в доме была нездоровой: за внешней викторианской благопристойностью скрывались глубокие конфликты. Его старшая сестра Жозефина (Жо) вела себя, как мальчишка, а ему отводила в их играх роль маленькой девочки; мать периодически одевала его в женское нижнее бельё, считая, что в нём мальчик выглядит красивее. Позже сам Ричард стал тайком переодеваться в девичьи платья сестры.
Интерес к теннису Ричард перенял у отца, регулярно посещавшего местный теннисный клуб. С 12 лет он тренировался у ведущего теннисного тренера Нью-Йорка Джорджа Сивагена. Он стал игроком сборной средней школы им. Хораса Манна и в 15 лет выиграл чемпионат частных школ восточных штатов. Поступив в 1951 году в Йельский университет, Ричард стал первой ракеткой и капитаном теннисной сборной этого вуза. В 1953 году он пробился в основную сетку национального чемпионата США. Окончив Йель в 1955 году, Раскинд поступил в медицинскую школу Рочестерского университета и в 1959 году стал хирургом-офтальмологом, начав работу сразу в двух нью-йоркских больницах. В этот период Раскинд продолжал выступать в любительских теннисных турнирах и считался одним из лучших теннисистов-любителей восточных штатов. На его счету были победы в чемпионате Нью-Йорка в одиночном и парном разрядах, а после поступления на службу в ВМС США в качестве военного хирурга он стал и двукратным чемпионом флота в обоих разрядах. В 1964 году Раскинд, носивший в это время звание капитан-лейтенанта ВМС, занимал четвёртое место в региональном рейтинге восточных штатов. Он также преуспевал как бейсболист и на определённом этапе рассматривался как возможный кандидат на контракт с «Нью-Йорк Янкис» в качестве питчера. Позже Раскинд стал одним из лидеров американского тенниса в ветеранской категории старше 35 лет, пробившись в финал чемпионата США, а в 1973 году, в возрасте 39 лет, занимая в рейтинге этой возрастной группы 6-е место.
Хотя Раскинд успешно продвигался по служебной лестнице и делал успехи в спорте, он продолжал испытывать серьёзные сложности с половой идентичностью. Он посещал психиатров и проходил курс гормонального лечения, закончившийся появлением груди и операцией по её удалению. В 1966 году, серьёзно задумываясь над операцией по смене пола, он съездил в Марокко, где действовала клиника по таким операциям, но остался недоволен её медицинскими стандартами и не решился на радикальный шаг. По собственным словам Рене, в этот период она пыталась компенсировать эти проблемы, ведя себя как «мачо». В 1970 году Ричард женился, жена Мериам родила ему сына, однако вскоре после этого брак распался. К 1975 году психологическое состояние Раскинда настолько ухудшилось, что, как следует из биографического фильма, перед ним стоял выбор — покончить с собой или пройти операцию по смене пола. Операция прошла весной 1975 года. Некоторое время после неё Ричард — теперь Рене — продолжала работать по специальности в Нью-Йорке, нося в рабочее время мужскую одежду, но затем решила сменить место жительства, перебравшись в Ньюпорт-Бич в Калифорнии, где с ней никто не был знаком как с мужчиной.
На новом месте Рене продолжала играть в теннис. Своей игрой в местном клубе и на любительском турнире в соседнем городе она привлекла к себе внимание и в новостях на местном телевидении была названа мужчиной, изображающим из себя женщину. Рене пришлось дать интервью, чтобы разъяснить подлинное положение дел. После этого в прессе появились заявления представителей теннисных организаций о том, что Рене Ричардс не будет допущена к крупным соревнованиям из-за того, что в прошлом была мужчиной. В ответ Ричардс решила прервать карьеру врача ради выступлений в женском профессиональном туре. Её первое участие в женском профессиональном турнире состоялось в Нью-Джерси, где менеджером турнира был её знакомый и соперник по мужским ветеранским соревнованиям Джин Скотт.
Когда стало известно, что в турнире в Нью-Джерси будет участвовать бывший мужчина, 23 теннисистки отказались от участия в нём. Её дебютный матч против Кэти Бин комментировал известный ведущий Говард Коселл. Хотя в ходе трансляции Коселл пошутил, что Ричардс главным образом интересна публике своим непонятным половым статусом, в своих мемуарах она подчёркивала, что в послематчевом интервью он вёл себя, как джентльмен. Ричардс выиграла этот матч и два следующих и дошла до полуфинала, где её в трёх сетах остановила 17-летняя Леа Антонополис. Это поражение, демонстрирующее, что бывший Ричард Раскинд не представляет собой непреодолимого препятствия на пути ведущих теннисисток, побудило Ричардс продолжить участие в женском туре и претендовать на участие в Открытом чемпионате США. Однако её заставили пройти тест ДНК и на основании неоднозначных результатов отказали ей в участии в этом турнире. Ричардс подала в суд на организаторов Открытого чемпионата США. Хотя многие женщины-теннисистки относились к Ричардс с нескрываемой враждебностью, на её стороне выступили создательница женского профессионального тура Глэдис Хелдман и ведущая профессиональная теннисистка Билли Джин Кинг. Её поддержала также недавно эмигрировавшая в США Мартина Навратилова. В суде Ричардс представлял скандально известный адвокат Рой Кон, и в 1977 году иск был удовлетворён: Рене была допущена к участию в Открытом чемпионате США. В первом круге жребий свёл её с только что выигравшей Уимблдонский турнир Вирджинией Уэйд, которая победила в двух сетах со счётом 6-1, 6-4. Однако в женских парах Ричардс и Бетти-Энн Стюарт дошли до финала.
Продолжая карьеру профессиональной теннисистки, Ричардс в 1978 году выступала за клуб «Нью-Орлеан Нетс» лиги World Team Tennis, где её партнёром в миксте был игрок НБА Джон Лукас. Она окончила 1977 год на 22-м месте в рейтинге WTA, а в 1979 году достигла в нём 20-й позиции. В том же году она стала полуфиналисткой Открытого чемпионата США в миксте с Илие Настасе. Успев обыграть за свою короткую карьеру таких соперниц как Гана Мандликова, Сильвия Ханика, Вирджиния Рузичи и Пэм Шрайвер, Ричардс завершила выступления в профессиональном туре в 1981 году, но продолжала после этого выполнять роль тренера Мартины Навратиловой. За время работы с ней Навратилова завоевала свой первый титул на Открытом чемпионате Франции и дважды побеждала на Уимблдонском турнире; Ричардс также работала в качестве тренера с рядом менее известных теннисисток.
После победы Навратиловой на Уимблдонском турнире 1982 года Рене Ричардс вернулась к врачебной практике, со временем став одним из крупнейших специалистов мира по косоглазию. Она вернулась на Восточное побережье, где поселилась в округе Патнам штата Нью-Йорк и практиковала даже после достижения 70-летнего возраста (последний день в операционной проведя в декабре 2013 года). Ричардс больше не вступала в брак, на протяжении нескольких десятилетий деля дом со своей секретаршей, но не вступая с ней в романтическую связь. Она издала ряд автобиографических книг — «Вторая подача» (англ. Second Serve), «Ни в коем случае, Рене: Вторая половина моей скандально известной жизни» (англ. No Way Renée: The Second Half of My Notorious Life) и «Ночь шпионов и другие мемуары» (англ. Spy Night and Other Memories: A Collection of Stories from Dick and Renee).
В 2000 году имя Рене Ричардс было включено в списки Зала теннисной славы восточных штатов. Несмотря на свою известность как спортсменки-транссексуала, Ричардс скептически отнеслась к решению о допуске транссексуалов к участию в Олимпийских играх, принятому МОК в 2004 году: объясняя разницу, она указывает на то, что ей к моменту присоединения к женскому профессиональному туру было больше 40 лет и пик её физической формы был далеко позади, что не позволяло ей стать реальной угрозой для более молодых спортсменок.

## Финалы турниров Большого шлема за карьеру

### Женский парный разряд (0-1)
| Результат | Год  | Турнир                 | Покрытие | Партнёрша        | Соперницы в финале              | Счёт в финале |
| --------- | ---- | ---------------------- | -------- | ---------------- | ------------------------------- | ------------- |
| Поражение | 1977 | Открытый чемпионат США | Грунт    | Бетти-Энн Стюарт | Мартина Навратилова Бетти Стове | 1-6, 6-7      |